# HMS Raleigh (1919)
HMS Raleigh là một tàu tuần dương hạng nặng của Hải quân Hoàng gia Anh Quốc thuộc lớp Hawkins. Nó được đưa vào hoạt động trong thành phần Hải đội Đại Tây Dương Anh Quốc vào năm 1921, và chỉ hoạt động được hơn hơn một năm trước khi bị mất do mắc cạn ngoài khơi Labrador năm 1922.

## Thiết kế và chế tạo
Raleigh có trọng lượng rẽ nước khi đầy tải là 12.000 tấn Anh (12.000 t), chiều dài chung 605 ft (184 m) và một thủy thủ đoàn 700 người. Nó là chiếc duy nhất trong lớp Hawkins được trang bị hệ thống động lực với công suất 70.000 shp (52.000 kW), và trong chuyến đi chạy thử máy ngoài khơi đảo Arran từ ngày 7 đến ngày 9 tháng 9 năm 1920, nó đã đạt đến tốc độ thiết kế 31 kn (36 mph; 57 km/h) ở công suất tối đa 71.350 shp (53.210 kW). Với một nửa công suất, 35.000 shp (26.000 kW), chiếc tàu tuần dương vẫn có thể ạt được tốc độ 28 kn (32 mph; 52 km/h). Sau chuyến đi chạy thử máy Raleigh được đưa đến Devonport để hoàn tất như một soái hạm.

## Lịch sử hoạt động
Vào tháng 4 năm 1922, Sir William Christopher Pakenham là Đô đốc Tư lệnh Lực lượng Mỹ và Tây Ấn của Hải quân Hoàng gia Anh, và ông chọn HMS Raleigh làm soái hạm của mình. Sir Arthur Bromley là chỉ huy của chiếc HMS Raleigh, và người ta cho rằng sự cẩu thả của ông đã làm mất con tàu. Vào ngày 8 tháng 8 năm 1922, Thuyền trưởng Bromley phóng nhanh con tàu của mình qua làn sương mù dày đặc và đã bị mắc cạn tại Point Amour trong vịnh Forteau thuộc Labrador. Mười một thủy thủ đã bị rơi xuống nước do tai nạn này.
Con tàu tuần dương bị xem là mất hoàn toàn. Nó tiếp tục bị mắc cạn ở tư thế thẳng đứng trong bốn năm; và trong giai đoạn này nó được tháo dỡ mọi thứ còn có ích. Sau cùng nó được phá hủy bằng chất nổ vào tháng 9 năm 1926.